# 赤澤夏生
赤澤 夏生（あかざわ なつお）は、日本の実業家。父は株式会社システクアカザワ代表取締役社長の赤澤洋平

## 来歴
2004年にロボットベンチャーを立ち上げ、ロボット開発をスタート。
2006年に小型二足歩行ロボット「PLEN」を開発、発売。その後ロボット開発をメインに、ロボット教育のコンテンツ開発などに携わる。
2015年開発したオープンソース&プリンタブルをコンセプトとした「PLEN2」は世界最大のクラウドファンディングKickstarterでの資金調達に成功。
2016年製品化。
2017年よりサービスロボットを開発する会社PLEN Robotics株式会社を設立し、普及型のパーソナルアシスタントロボット「PLEN Cube」を日米のクラウドファンディングによる資金調達を成功させ、2018年のリリースに向けて開発中。